# La Tête haute (film)
Pour les articles homonymes, voir La Tête haute (homonymie).
Pour plus de détails, voir Fiche technique et Distribution.
La Tête haute est un film dramatique français coécrit et réalisé par Emmanuelle Bercot, sorti en 2015.
Sélectionné, il ouvre le Festival de Cannes 2015.

## Synopsis
Malony a onze ans. Sa jeune mère Séverine, irresponsable, droguée et instable, n'assure pas un cadre affectif et éducatif satisfaisant. Il est placé par la juge des enfants Florence Blaque dans plusieurs établissements de plus en plus contraignants. Sa scolarité désastreuse est interrompue, il est sujet à des crises de violence qu'il ne contrôle pas, et multiplie les délits. Cependant, la magistrate persiste à tenter de l'aider en dépit du peu de résultats auxquels elle parvient et malgré le comportement souvent hostile, mais parfois attachant, du jeune garçon, lié plus que tout à sa mère et à son frère cadet.
Quand il a 16 ans, Malony est pris en main par Yann, un éducateur judiciaire déterminé à le sauver, protégé par cette juge qui croit en lui, il oscille entre progrès et rechutes mais relève la tête jusqu'à ce qui peut être un espoir de vie épanouie.

## Fiche technique
- Titre original : La Tête haute
- Titre international : Standing Tall
- Réalisation : Emmanuelle Bercot
- Scénario : Emmanuelle Bercot et Marcia Romano
- Décors : Éric Barboza
- Costumes : Pascaline Chavanne
- Photographie : Guillaume Schiffman
- Son : Pierre André
- Montage : Julien Leloup
- Musique : Éric Neveux
- Production : François Kraus et Denis Pineau-Valencienne
- Sociétés de production : Les Films du kiosque ; France 2 Cinéma, Wild Bunch et Rhône-Alpes Cinéma (coproductions) ; SofiTVciné 2 (en association avec)
- Société de distribution : Wild Bunch
- Pays d'origine :  France
- Langue originale : français
- Format : couleur
- Genre : drame
- Durée : 120 minutes
- Dates de sortie :
  - France : 13 mai 2015 (Festival de Cannes 2015 et nationale)
  - Belgique, Suisse : 13 mai 2015 (nationale)

## Distribution
Sauf indication contraire, les informations mentionnées dans cette section peuvent être confirmées par la base de données cinématographiques IMDb,  présente dans la section « Liens externes ».
- Catherine Deneuve : la juge des enfants Florence Blaque
- Rod Paradot : Malony Ferrandot
- Benoît Magimel : Yann
- Sara Forestier : Séverine Ferrandot
- Diane Rouxel : Tess
- Élizabeth Mazev : Claudine
- Anne Suarez : la directrice du CEF
- Christophe Meynet : Maître Robin
- Martin Loizillon : le procureur
- Lucie Parchemal : la greffière
- Catherine Salée : Gladys Vatier
- Enzo Trouillet : Malony à 6 ans
- Ludovic Berthillot : Ludo
- Michel Masiero : le grand-père

## Production

### Choix des interprètes
Rod Paradot est repéré par Elsa Pharaon, directrice de casting d'enfants.

### Tournage
La réalisatrice et son équipe filment des scènes en plein été 2014, à Villard-de-Lans, à Saint-Marcellin et à Méaudre en Isère, à La Chapelle-en-Vercors dans la Drôme, à Meyzieu en Auvergne-Rhône-Alpes, à Amiens dans la Somme
, dans le quartier du Chemin Vert à Boulogne-sur-Mer et au palais de justice de Dunkerque.

### Musiques additionnelles
Sauf indication contraire, les informations mentionnées dans cette section peuvent être confirmées par le générique de fin de l'œuvre audiovisuelle présentée ici, ainsi que par la base de données cinématographiques IMDb,  présente dans la section « Liens externes ».
- Sound of da Police - KRS-One - Générique de début
- Christmas Magic - Christopher James Harvey
- Silent Night - Dieter Reiten et Franz Xaver Gruber
- I Fink U Freeky - Die Antwoord - le personnage danse en boîte de nuit pendant que 2 filles le regardent
- Trio en mi bémol Majeur pour piano et deux cordes no 2, D. 929 (op. 100) - Franz Schubert
- Summa - Arvo Pärt
- Old Song - Shan Di
- Tenen non neu - Duchess Says
- Gaby oh Gaby - Alain Bashung et Boris Bergman
- Rubber head - Cliff Martinez
- Spiegel im Spiegel - Arvo Pärt
- Cantata BWV 202 dite du mariage - Aria - Jean-Sébastien Bach - scène finale

## Accueil

### Polémique
Catherine Deneuve a créé la polémique dans la région Nord-Pas-de-Calais en parlant de Dunkerque comme étant « d'une tristesse ». Le maire de la commune se dit « blessé ».

## Distinctions

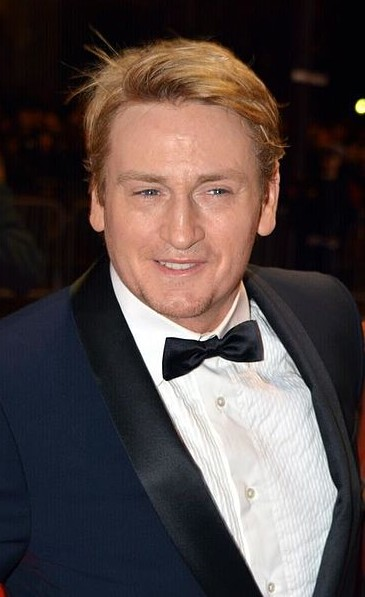
L'acteur Benoît Magimel est récompensé aux César 2016.

### Récompenses
- Festival du film de Cabourg 2015 :
  - Swann d’Or du meilleur acteur pour Benoît Magimel
  - Prix "Premier rendez-vous" pour Rod Paradot
- Prix des Lumières 2016 : Meilleur espoir masculin pour Rod Paradot
- César 2016 :
  - Meilleur espoir masculin pour Rod Paradot
  - Meilleur acteur dans un second rôle pour Benoît Magimel

### Nominations et sélections
- Festival de Cannes 2015 : sélection officielle hors compétition (film d'ouverture)
- César 2016 :
  - Meilleur film
  - Meilleur réalisateur
  - Meilleure actrice pour Catherine Deneuve
  - Meilleure actrice dans un second rôle pour Sara Forestier
  - Meilleur espoir féminin pour Diane Rouxel
  - Meilleur scénario original